# Axel Thufason
Axel Thufason, född 11 november 1889 i Köpenhamn, död 25 december 1962, var en dansk fotbollsspelare.
Thufason blev olympisk silvermedaljör i fotboll vid sommarspelen 1912 i Stockholm.